# Jessica Vall
Jessica Vall Montero (Barcelona, 22 de noviembre de 1988) es una bióloga y deportista española que compitió en natación, especialista en el estilo braza.
Es licenciada en Biología Humana por la Universidad Pompeu Fabra y estudió el máster en Bioética en la Universidad Católica San Antonio de Murcia. Trabaja en el Instituto Hospital del Mar de Investigaciones Médicas.

## Trayectoria deportiva
Ganó una medalla bronce en el Campeonato Mundial de Natación de 2015, tres medallas en el Campeonato Europeo de Natación entre los años 2014 y 2018, y dos medallas en el Campeonato Europeo de Natación en Piscina Corta de 2017.
Participó en tres Juegos Olímpicos de Verano, ocupando el décimo lugar en Río de Janeiro 2016, el decimotercero en Tokio 2020 y el decimosexto en París 2024, en la prueba de 200 m braza. Además, compitió en dos Juegos Mediterráneos, en Mersín 2013 obtuvo tres medallas, una de oro y dos de plata, y en Tarragona 2018 consiguió una de oro.
El 3 de diciembre de 2024 anunció su retirada como nadadora, su última competición, la Copa de España de Clubes, del 20 al 22 de ese mes, en Sabadell, y de su deseo de decicarse a formadora de natación.
Su club, el Club Natació Sant Andreu, le ha reconocido colocando  una gran foto de Jessica con todas sus medallas presidiendo su piscina principal.

## Palmarés internacional
| Campeonato Mundial                  | Campeonato Mundial     | Campeonato Mundial | Campeonato Mundial |
| Año                                 | Lugar                  | Medalla            | Prueba             |
| ----------------------------------- | ---------------------- | ------------------ | ------------------ |
| 2015                                | Kazán (Rusia)          | Medalla de bronce  | 200 m braza        |
| Campeonato Europeo                  |                        |                    |                    |
| Año                                 | Lugar                  | Medalla            | Prueba             |
| 2014                                | Berlín (Alemania)      | Medalla de bronce  | 200 m braza        |
| 2016                                | Londres (Reino Unido)  | Medalla de plata   | 200 m braza        |
| 2018                                | Glasgow (Reino Unido)  | Medalla de plata   | 200 m braza        |
| Campeonato Europeo en Piscina Corta |                        |                    |                    |
| Año                                 | Lugar                  | Medalla            | Prueba             |
| 2017                                | Copenhague (Dinamarca) | Medalla de oro     | 200 m braza        |
| 2017                                | Copenhague (Dinamarca) | Medalla de bronce  | 100 m braza        |

## Mejores marcas personales

### Piscina larga
| Evento         | Tiempo  | Lugar                              | Fecha                |
| -------------- | ------- | ---------------------------------- | -------------------- |
| 50 m libre     | 27,36   | Tarrasa, España                    | 26 de enero de 2018  |
| 100 m libre    | 59,57   | Canet-en-Roussillon, Francia       | 3 de octubre de 2020 |
| 200 m libre    | 2:08,58 | Sabadell, España                   | 10 de marzo de 2018  |
| 400 m libre    | 4:27,53 | Mataró, España                     | 28 de junio de 2014  |
| 50 m braza     | 30,89   | Sabadell, España                   | 6 de abril de 2019   |
| 100 m braza    | 1:06,44 | Pontevedra, España                 | 8 de abril de 2017   |
| 200 m braza    | 2:22,56 | Londres, Reino Unido               | 20 de mayo de 2016   |
| 50 m mariposa  | 28,38   | Amberes, Bélgica                   | 21 de enero de 2017  |
| 100 m mariposa | 1:02,55 | Gijón, España                      | 10 de mayo de 2014   |
| 200 m mariposa | 2:14,03 | Las Palmas de Gran Canaria, España | 14 de julio de 2016  |
| 200 m estilos  | 2:14,93 | Pontevedra, España                 | 10 de abril de 2017  |
| 400 m estilos  | 4:45,70 | Gijón, España                      | 6 de mayo de 2017    |

### Piscina corta
| Evento         | Tiempo  | Lugar                         | Fecha                   |
| -------------- | ------- | ----------------------------- | ----------------------- |
| 50 m libre     | 27,13   | Olot, España                  | 22 de diciembre de 2012 |
| 100 m libre    | 58,47   | Sabadell, España              | 10 de noviembre de 2012 |
| 200 m libre    | 2:05,64 | Manresa, España               | 4 de noviembre de 2017  |
| 400 m libre    | 4:22,79 | Barcelona, España             | 7 de noviembre de 2015  |
| 800 m libre    | 9:18,39 | Sabadell, España              | 6 de octubre de 2012    |
| 50 m braza     | 30,53   | Copenhague, Dinamarca         | 13 de diciembre de 2017 |
| 100 m braza    | 1:04,80 | Copenhague, Dinamarca         | 16 de diciembre de 2017 |
| 200 m braza    | 2:18,41 | Copenhague, Dinamarca         | 17 de diciembre de 2017 |
| 50 m mariposa  | 28,35   | Saint-Dizier, Francia         | 20 de octubre de 2017   |
| 100 m mariposa | 1:01,18 | Sabadell, España              | 12 de diciembre de 2014 |
| 200 m mariposa | 2:12,05 | Gijón, España                 | 17 de noviembre de 2019 |
| 100 m estilos  | 1:01,20 | Barcelona, España             | 15 de noviembre de 2018 |
| 200 m estilos  | 2:12,50 | Castellón de la Plana, España | 22 de noviembre de 2020 |
| 400 m estilos  | 4:40,69 | Barcelona, España             | 16 de noviembre de 2018 |